# Bronxville
Bronxville é uma vila dentro da cidade do Condado de Westchester, nos Estados Unidos. É um subúrbio de New York City, localizado a cerca de 15 milhas (24 quilómetros) ao norte de Manhattan, no sul da Westchester County. No censo de 2010, Bronxville tinha uma população de 6.323 mil. O seu presidente, Mary C. Marvin, concorreu sob o apoio do Partido Republicano dos Estados Unidos.